# Фолгарија
Фолгарија (итал. Folgaria) је насеље у Италији у округу Тренто, региону Трентино-Јужни Тирол.
Према процени из 2011. у насељу је живело 1601 становника. Насеље се налази на надморској висини од 1151 м.

## Становништво
Према резултатима пописа становништва 2011. у општини је живело 3.130 становника.
| 1931. | 1936. | 1951. | 1961. | 1971. | 1981. | 1991. | 2001. | 2011. |
| ----- | ----- | ----- | ----- | ----- | ----- | ----- | ----- | ----- |
| 4.615 | 3.902 | 3.905 | 3.697 | 3.343 | 3.101 | 3.083 | 3.086 | 3.130 |

## Партнерски градови
- Херингсдорф